# Sukenori Kabayama
Sukenori Kabayama (jap. 樺山 資紀 Kabayama Sukenori; ur. 9 grudnia 1837 w Kagoshimie, zm. 8 lutego 1922 w Tokio) – japoński hrabia, generał Cesarskiej Armii Japońskiej i admirał Japońskiej Cesarskiej Marynarki Wojennej, pierwszy gubernator generalny Tajwanu.

## Życiorys
Urodził się 9 grudnia 1837 w Kagoshimie w domenie feudalnej Satsuma (obecnie prefektura Kagoshima). Był synem samuraja klanu Kagoshima. Wziął udział w wojnie boshin przeciwko siłom siogunatu, w czasie restauracji Meiji. W 1871 uzyskał stopień majora Armii Cesarskiej. W czasie powstania Satsumy był szefem sztabu okręgu Kumamoto. W następnych został latach awansowany do rangi generała-majora i mianowany szefem sztabu Armii Cesarskiej.
W 1874 zmienił służbę i został wiceministrem ds. marynarki, potem ministrem marynarki w rządach Aritomo Yamagaty i Masayoshiego Matsukaty. W czasie I wojny chińsko-japońskiej pełnił funkcję szefa sztabu Japońskiej Cesarskiej Marynarki Wojennej. W 1895 został mianowany admirałem.
2 czerwca 1895 podpisał akt formalnej cesja Tajwanu przez Chiny na rzecz Cesarstwa Japonii, w następstwie podpisanego wcześniej traktatu z Shimonoseki, i został mianowany przez Hirobumiego Itō gubernatorem generalnym wyspy. Funkcję tę pełnił od maja 1895 do czerwca 1896.
Był zwolennikiem aneksji wyspy i polityki asymilacji wobec tajwańskich Chińczyków, których uważał za kulturowo bliskich Japończykom. Jako gubernator polegał głównie na sile militarnej, by ugruntować japońskie panowanie na wyspie, na której, po wielomiesięcznych walkach, wciąż wrzało. Zwrócił się do cesarza o specjalne uprawnienia legislacyjne, które otrzymał (tzw. dyrektywa 63). Pozwalały one nie tylko wykonywać, ale też – bez zgody metropolii – ustanawiać prawa dla wyspy. W ciągu swej rocznej kadencji zorganizował efektywne siły policyjne i rozpoczął tworzenie administracji cywilnej.
Po powrocie do metropolii był ministrem spraw wewnętrznych, a następnie – edukacji. W 1910 zakończył służbę państwową.
Zmarł 8 lutego 1922 w Tokio. Jego grób znajduje się na tamtejszym cmentarzu Somei Reien.